# Warrant officer
Un warrant officer désigne dans l'armée américaine un sous-officier breveté spécialisé qui n'exerce normalement pas de commandement. Il s'agit d'un spécialiste technique qui fournit aux officiers commandants son expertise dans son domaine de compétence.

## Rôle
Les warrant officers sont des sous-officiers exerçant des fonctions d'officiers dans des domaines où ils sont hautement spécialisés. Ce sont les experts techniques de l'armée américaine dans des domaines allant du renseignement à l'aviation terrestre en passant par le domaine médical ou encore l'ingénierie. Ils ne constituent que 3% des effectifs.

## Prérequis
Pour pouvoir devenir warrant officer, il faut remplir un certain nombre de prérequis:
- Avoir au minimum le grade de sergent
- Avoir moins de 46 ans
- Avoir passé les évaluations d'aptitudes techniques
- Avoir rempli le cursus des sous-officiers sur le commandement
- Être en mesure de démontrer son expérience de terrain, qui doit être exhaustive et à jour.

## Liste des grades de warrant officer
Les grades de warrant officer sont, dans l'ordre croissant:
- Warrant officer 1
- Chief Warrant Officer 2
- Chief Warrant Officer 3
- Chief Warrant Officer 4
- Chief Warrant Officer 5

## Historique

### Guerre du Vietnam
La majorité des pilotes de la guerre du Viêt Nam étaient des warrant officers[réf. nécessaire].